# Pirhosigma limpidum
Pirhosigma limpidum är en stekelart som beskrevs av Giordani Soika 1978. Pirhosigma limpidum ingår i släktet Pirhosigma och familjen Eumenidae. Inga underarter finns listade i Catalogue of Life.